# Gymnocalycium leptanthum
Gymnocalycium leptanthum ist eine Pflanzenart in der Gattung Gymnocalycium aus der Familie der Kakteengewächse (Cactaceae).

## Beschreibung
Gymnocalycium leptanthum wächst einzeln mit dunkel schwärzlichgrünen, abgeflacht kugelförmigen Trieben, die bei Durchmessern von 5 bis 6 Zentimetern Wuchshöhen von bis zu 3 Zentimeter erreichen. Die etwa zwölf auffälligen Rippen sind nicht tief gefurcht. Die meist sieben biegsamen, geraden, weißlich bis grauen Dornen stehen gleichmäßig ab und liegen an der Trieboberfläche an. Sie sind bis zu 1 Zentimeter lang.
Die weißen Blüten besitzen einen rosafarbenen Schlund. Sie erreichen eine Länge von 6 bis 7 Zentimeter und einen Durchmesser von 3 bis 4 Zentimeter. Ihre Blütenröhre ist schlank. Die keulenförmigen, grünen Früchte weisen einen Durchmesser von bis zu 0,8 Zentimeter auf und sind 2 bis 3 Zentimeter lang.

## Verbreitung und Systematik
Gymnocalycium leptanthum ist in den argentinischen Provinzen Catamarca und Córdoba verbreitet.
Die Erstbeschreibung als Echinocactus platensis var. leptantha erfolgte 1905 durch Carlos Luis Spegazzini. 1925 stellte er die Art in die Gattung Gymnocalycium. Weitere nomenklatorische Synonyme sind Echinocactus platensis var. leptanthus Speg. (1905) und Gymnocalycium quehlianum subsp. leptanthum (Speg.) H.Till & Amerh. (2007).

## Nachweise